# Baja Star
Die Baja Star ist ein 1992 als Pacific Express in Dienst gestelltes Fährschiff. Es fuhr ab 2016 für die mexikanische Reederei Baja Ferries im Golf von Kalifornien. Ende 2023 wurde die Fähre an die griechische Reederei Ventouris Ferries verkauft.

## Geschichte

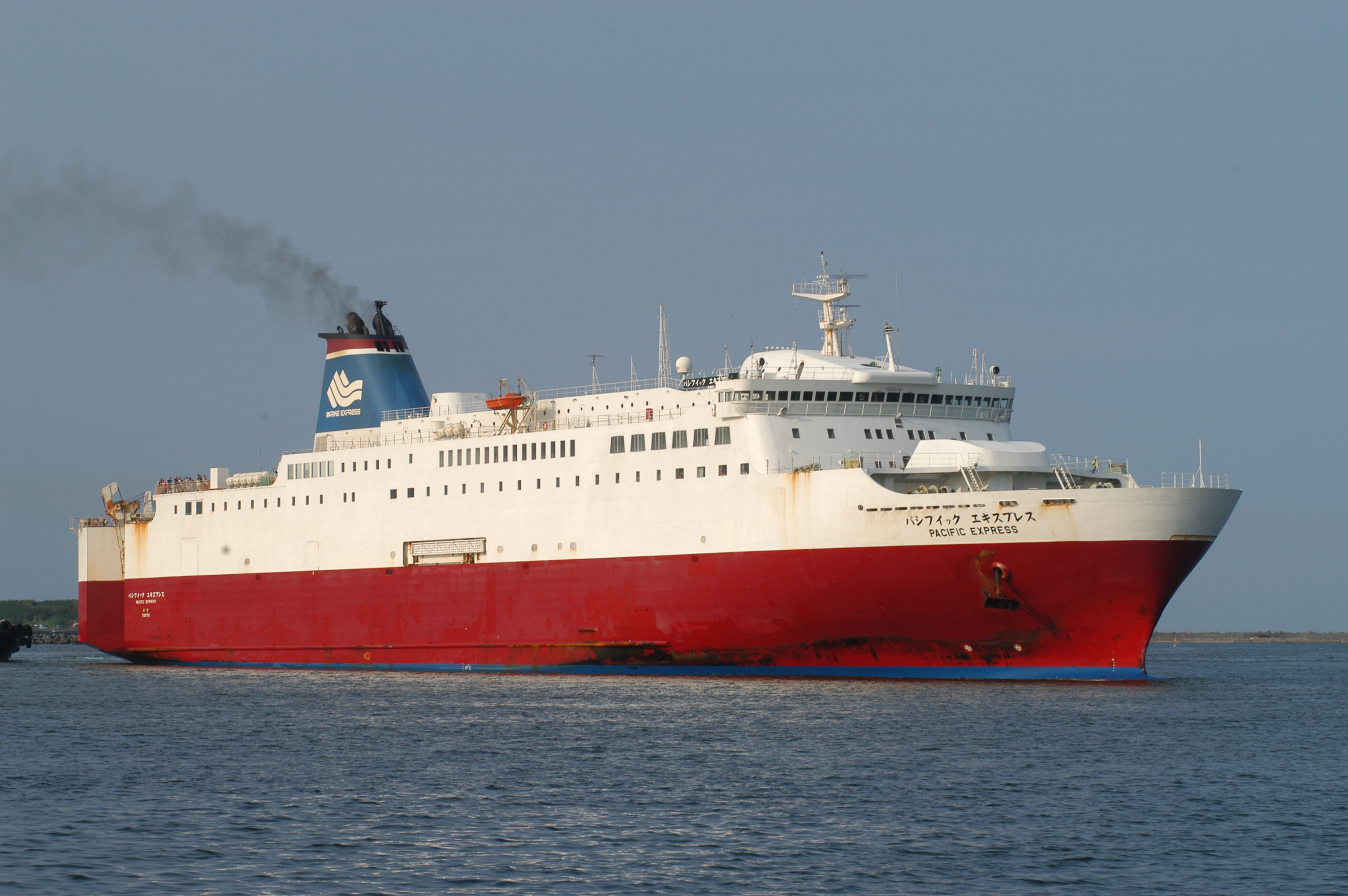
Als Pacific Express im Juli 2003

Die Pacific Express wurde am 4. März 1992 unter der Baunummer 962 in der Werft von Mitsubishi Heavy Industries in Shimonoseki auf Kiel gelegt und lief am 16. Juni 1992 vom Stapel. Nach der Ablieferung an die in Tokio ansässige Reederei Marine Express am 12. November 1992 nahm sie am 20. November den Fährdienst von Kawasaki nach Hyūga auf. Ihr Schwesterschiff Phoenix Express folgte im Juni 1993.
Seit 2002 lief die Pacific Express auf ihrer Fahrt von Kawasaki nach Hyuga auch Nachikatsuura und Kochi an. Im Februar 2005 ging das Schiff in den Besitz der Reederei Miyazaki Car Ferry über, wurde jedoch nach vier weiteren Monaten im Juni 2005 ausgemustert und in Wakayama aufgelegt.
Im Februar 2006 ging die Pacific Express an die südkoreanische KC Line und erhielt den Namen KC Rainbow. Nach einem Umbau stand das Schiff fortan auf der Strecke von Rizhao nach Pyeongtaek im Einsatz. Seit Mai 2010 fuhr die Fähre unter Charter von Grand Ferry als Seco Maru zwischen Busan und Kitakyūshū. Zuletzt betrieb die in Panama ansässige Reederei Rizhao Port Shipping das Schiff seit 2011 als Ri Zhao Dong Fang wieder für den Dienst von Rizhao nach Pyeongtaek.
Im Oktober 2015 ging die Ri Zhao Dong Fang als Baja Star in den Besitz der mexikanischen Reederei Baja Ferries über. Im Mai 2016 erfolgte die Indienststellung auf der Strecke von La Paz nach Mazatlán. Ab 2018 diente die Fähre nur noch als Reserveschiff, eine geplante Übernahme durch die französische La Méridionale im Jahr 2019 kam nicht zustande. Im Dezember 2019 kehrte das Schiff in den regulären Fährdienst zurück.
Ende 2023 wurde es an die griechische Reederei Ventouris Ferries verkauft.